# Texoma Shore
Texoma Shore è l'undicesimo album in studio del cantante di musica country statunitense Blake Shelton, pubblicato nel 2017.

## Descrizione
Blake Shelton ha descritto l'album a Entertainment Tonight dicendo che è un album spensierato e felice, come questo stava vivendo la vita mentre lo componeva. L'album prende il nome dal lago Texoma, un lago al confine tra Texas e Oklahoma.

## Accoglienza
Stephen Thomas Erlewine recensendo l'album per AllMusic rimane piacevolmente colpito dalla scelta di intitolare il progetto con il nume di un luogo vicino a dove il cantautore ha vissuto la sua infanzia. Nonostante ciò afferma che «nel progetto si percepisce il bravo ragazzo che ha fatto fortuna a Hollywood; [...] e il suo nuovo amore e collega, Gwen Stefani, si sente, in particolare nell'abile miscela di glamour e comfort dell'album» sminuendo «il fascino casalingo» che intitola il progetto.

## Successo commerciale e radiofonico
L'album è divenuto il settimo progetto del cantautore ad esordire nella Top10 della Billboard 200.
A seguito delle rotazioni radiofoniche giornaliere sulle stazioni iHeartMedia, cinque brani dell'album sono esorditi nella classifica Country Airplay:  At the House, I Lived It, Turnin' Me On, Money e Why Me. Questo ha reso Shelton il primo artista ad avere sei canzoni nella top 60 della classifica allo stesso tempo, dopo Kenny Chesney e Lady A, che hanno classificato sette brani ciascuno rispettivamente nel 2004 e nel 2011.

## Tracce
1. I'll Name the Dogs – 3:04
2. At the House – 3:09
3. Beside You Babe – 2:57
4. Why Me – 3:27
5. Money – 3:30
6. Turnin' Me On – 4:49
7. The Wave – 3:50
8. Got the T-Shirt – 3:12
9. Hangover Due – 4:03
10. When the Wine Wears Off – 2:55
11. I Lived It – 3:39

## Classifiche
| Classifica (2017)              | Posizione massima |
| ------------------------------ | ----------------- |
| Australia                      | 23                |
| Canada                         | 11                |
| Stati Uniti                    | 4                 |
| Stati Uniti Top Country Albums | 1                 |